# زينجناب
زينجناب هي قرية في مقاطعة تبريز، إيران. عدد سكان هذه القرية هو 1,973 في سنة 2006.